# Hebecephalus
Hebecephalus är ett släkte av insekter. Hebecephalus ingår i familjen dvärgstritar.

## Dottertaxa tillHebecephalus, i alfabetisk ordning[1]
- Hebecephalus abies
- Hebecephalus adversus
- Hebecephalus algidus
- Hebecephalus atralbus
- Hebecephalus beameri
- Hebecephalus borealis
- Hebecephalus caecus
- Hebecephalus callidus
- Hebecephalus chandleri
- Hebecephalus changai
- Hebecephalus circus
- Hebecephalus crassus
- Hebecephalus creinus
- Hebecephalus crenulatus
- Hebecephalus discessus
- Hebecephalus ferrumequinum
- Hebecephalus filamentus
- Hebecephalus firmus
- Hebecephalus hilaris
- Hebecephalus insularis
- Hebecephalus irritus
- Hebecephalus occidentalis
- Hebecephalus pamiricus
- Hebecephalus pedecurtus
- Hebecephalus picea
- Hebecephalus planaria
- Hebecephalus pugnus
- Hebecephalus rostratus
- Hebecephalus sagittatus
- Hebecephalus signatifrons
- Hebecephalus truncatus
- Hebecephalus veretillum
- Hebecephalus vinculatus